# Ubon Ratchathani
Ubon Ratchathani ( tailandês : อุบลราชธานี  ) é uma cidade situada nas margens do Rio Mun, no sudeste da região do Isan  na  Tailândia. É conhecida como Ubon. O nome significa "Cidade Real do Lotus." 
O selo provincial apresenta uma lagoa com uma flor de lótus e folhas em uma moldura circular. Ubon é o centro administrativo da província de Ubon Ratchathani.
Em 2006, a área urbana tinha uma população de cerca de 200.000. Incluindo 85.000 em Nakhon Thetsaban Ubon Ratchathani (Ubon município), e os município adjacentes.

## Gallery

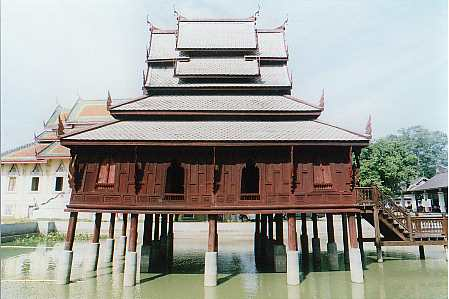
Livraria do templo de Thung Si Mueang, Ubon
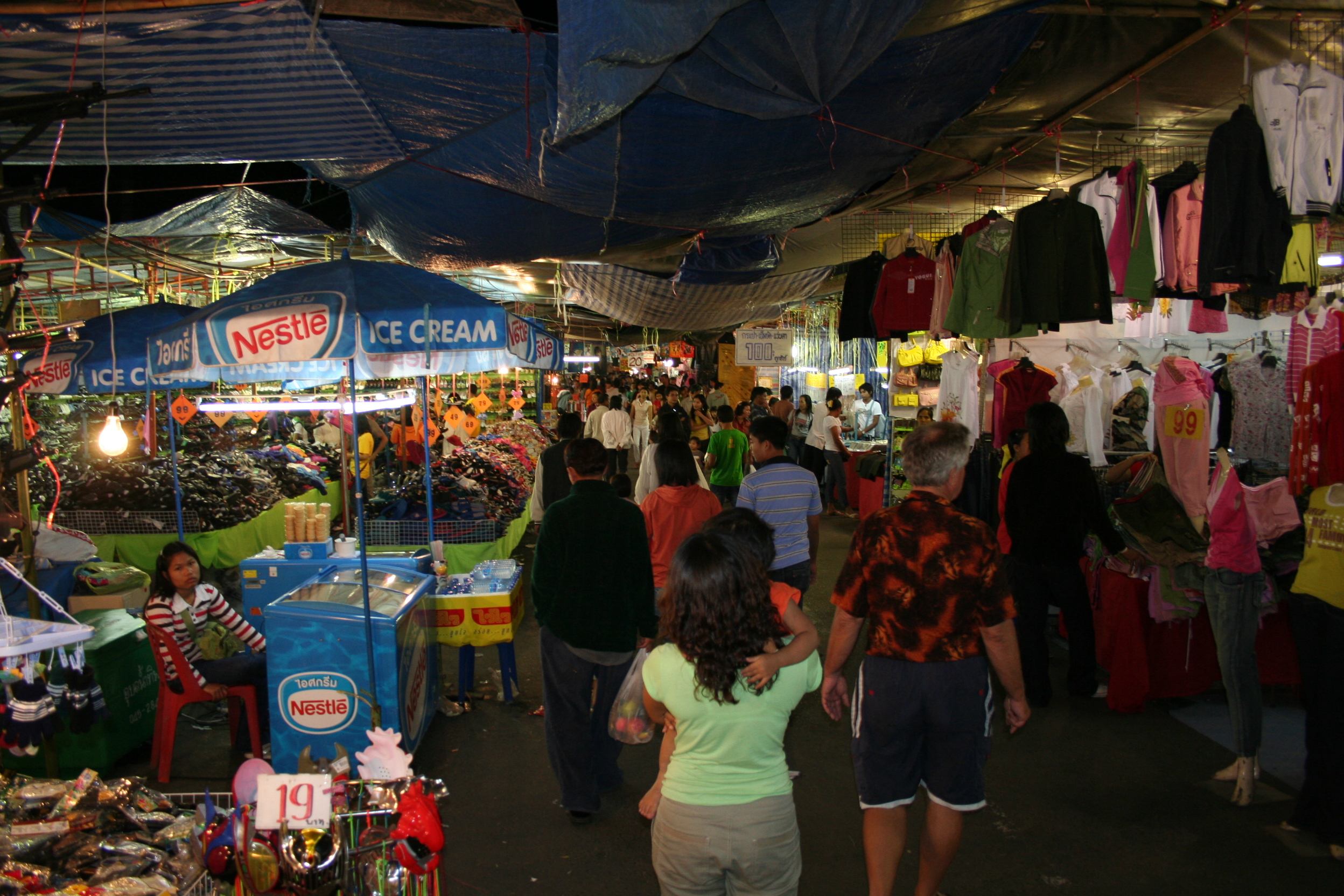
Mercado noturno
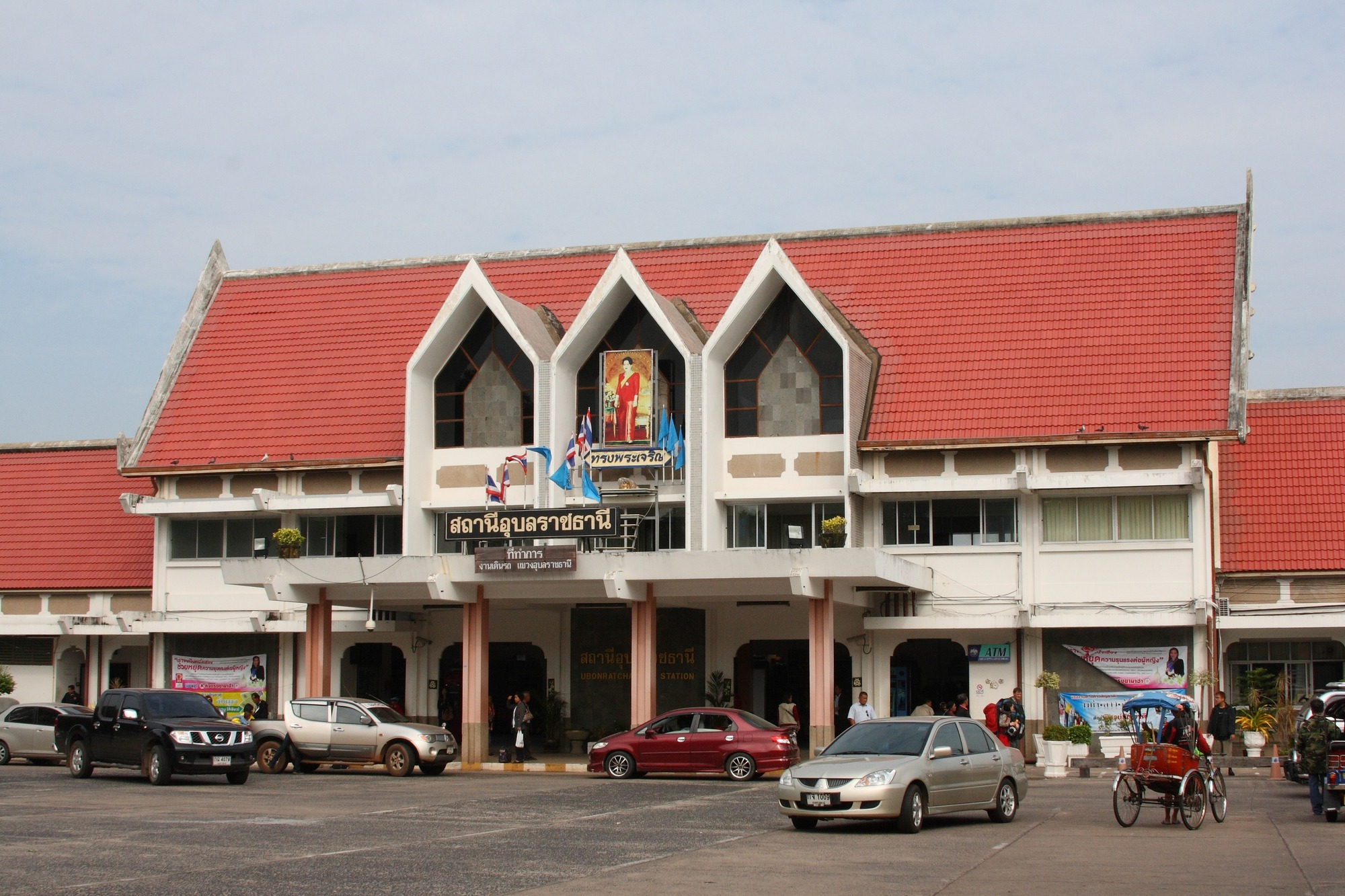
Estação de trens de Ubon